# هنري فوك
هنري فوك (بالصينية: 霍英東) (10 مايو 1932 – 28 أكتوبر 2006) رجل أعمال من هونغ كونغ. 
في عام 2006 صنفته مجلة فوربس أنه سابع أغنى شخص في هونغ كونغ، ورقم 181 في العالم، بثروة بلغت 3.6 مليار دولار.

## روابط خارجية
- هنري فوك على موقع أوليمبيديا (الإنجليزية)